# Берг, Вульф Эльевич
Вульф Эльевич Берг (1899? — 1965?) — советский конструктор турбин.

## Биография
Сын рабочего Путиловского завода. Сам там же в молодости работал слесарем в турбинном цехе.
Окончил Ленинградский политехнический институт.
С 1946 года главный конструктор СКБ по проектированию турбоагрегатов для военного и транспортного флота Ленинградского завода им. Кирова. С 1962 года конструктор-консультант.

## Премии
- Сталинская премия второй степени (1947) — за разработку конструкции и технологии изготовления машины для боевых кораблей (разработал турбозубчатый агрегат ТВ-12 мощностью 45000 л. с., который стал основной базовой моделью для надводных кораблей).